# Against All Odds (Take a Look at Me Now)
Against All Odds (Take a Look at Me Now) è una canzone del cantante britannico Phil Collins, scritta come tema principale per la colonna sonora del film Due vite in gioco nel 1984, poi ripubblicata nella sua raccolta del 1998.

## Storia
Il brano inizialmente si doveva intitolare How Can You Just Sit There? e faceva parte delle sessioni di registrazione di Face Value, primo album solista di Collins, il quale l'aveva scritto per l'ex moglie. Quando si decise di utilizzarlo per la colonna sonora di Due vite in gioco, il brano fu prodotto da Arif Mardin. Rob Mounsey suonò il pianoforte e il basso, mentre Collins interpretò la parte vocale e suonò la batteria. Secondo quanto dichiarò Collins in un'intervista del 1985 rilasciata a Dan Neer, il brano fu registrato in due giorni, di cui il primo a New York, e il secondo a Los Angeles.
Il singolo riuscì ad arrivare alla seconda posizione della classifica britannica dei singoli e divenne il terzo singolo della carriera del cantante in top ten, mentre arrivò fino alla vetta della prestigiosa classifica statunitense Billboard Hot 100, dove rimase per tre settimane consecutive dal 15 aprile al 5 maggio 1984. Il brano detronizzò Footloose (altra canzone estratta dalla colonna sonora di un film) di Kenny Loggins, e in seguito lasciò il posto a Hello di Lionel Richie. Si tratta del primo di sette singoli di Collins che hanno raggiunto la vetta della Billboard Hot 100.
Against All Odds (Take a Look at Me Now) vinse un Grammy Award alla miglior interpretazione vocale maschile, e fu anche nominata agli Oscar come migliore canzone. Nella storia degli Academy Awards Collins fu l'unico nominato nella categoria a non essere invitato a cantare la canzone sul palco, rimanendo seduto in platea, mentre Ann Reinking la cantava al suo posto. La sua reazione negativa alla cosa fu immortalata dalle telecamere, e quell'episodio è considerato uno dei più imbarazzanti nella storia della cerimonia. L'Oscar quell'anno fu assegnato a I Just Called to Say I Love You di Stevie Wonder.

## Tracce
1. Against All Odds (Take a Look At Me Now) - Phil Collins - 3:23
2. The Search (Main Title Theme from "Against All Odds") - Larry Carlton & Michael Colombier - 3:33

## Classifiche

### Classifiche settimanali
| Classifica (1984)                | Posizione massima |
| -------------------------------- | ----------------- |
| Australia                        | 3                 |
| Austria                          | 13                |
| Belgio (Fiandre)                 | 4                 |
| Canada                           | 1                 |
| Finlandia                        | 5                 |
| Francia                          | 3                 |
| Germania                         | 9                 |
| Irlanda                          | 1                 |
| Italia                           | 3                 |
| Norvegia                         | 1                 |
| Nuova Zelanda                    | 3                 |
| Paesi Bassi                      | 12                |
| Regno Unito                      | 2                 |
| Stati Uniti                      | 1                 |
| Stati Uniti (adult contemporary) | 2                 |
| Stati Uniti (mainstream rock)    | 1                 |
| Sudafrica                        | 9                 |
| Svezia                           | 3                 |
| Svizzera                         | 4                 |

### Classifiche di fine anno
| Classifica (1984) | Posizione |
| ----------------- | --------- |
| Australia         | 21        |
| Canada            | 2         |
| Italia            | 9         |
| Regno Unito       | 19        |
| Stati Uniti       | 5         |
| Svizzera          | 24        |

## Covers

### Versione di Mariah Carey
La cantautrice statunitense Mariah Carey ha inciso una cover di Against All Odds (Take a Look at Me Now) per il suo settimo album in studio Rainbow (1999). Questa versione venne coprodotta insieme ai produttori Jimmy Jam e Terry Lewis e pubblicata come singolo finale dall'album nell'ottobre 2000.
Per la pubblicazione su CD singolo, la canzone fu registrata nuovamente come duetto con la boy band irlandese Westlife, versione questa poi inclusa nell'album dei Westlife Coast to Coast quello stesso anno.
Nel Regno Unito il singolo ebbe più successo della versione originale di Phil Collins, arrivando fino alla prima posizione della classifica britannica dei singoli. La versione della Carey ebbe peraltro generalmente un'ottima accoglienza anche nel resto del mondo.

#### Tracce
CD1
1. Against All Odds (Mariah & Westlife)
2. Against All Odds (Pounds Boys Main Mix)
3. Against All Odds (without Westlife version)
4. Four 30 second Westlife interviews

CD2
1. Against All Odds (Mariah & Westlife)
2. Against All Odds (without Mariah version)
3. Against All Odds (Pound Boys Dub)
4. Against All Odds (CD-ROM Video)

#### Classifiche
| Classifica (2000) | Posizione massima |
| ----------------- | ----------------- |
| Australia         | 52                |
| Belgio (Fiandre)  | 26                |
| Belgio (Vallonia) | 15                |
| Francia           | 18                |
| Germania          | 29                |
| Irlanda           | 1                 |
| Italia            | 17                |
| Norvegia          | 2                 |
| Paesi Bassi       | 20                |
| Regno Unito       | 1                 |
| Svezia            | 3                 |
| Svizzera          | 20                |

### Altre cover
- La canzone è stata ripresa nel 2003 da Bonnie Tyler.
- Una versione di Against All Odds (Take a Look at Me Now) pubblicata nel 2004 dal gruppo statunitense The Postal Service è stata utilizzata nella colonna sonora del film Appuntamento a Wicker Park.
- Sempre nel 2004 Steve Brookstein, vincitore dell'edizione britannica del talent show X-Factor ha registrato una cover del brano che è entrata nella classifica inglese dei singoli più venduti direttamente alla prima posizione.
- Nel 2007 è stata ripresa dal cantante dei Toto, Joseph Williams, per l'album Tears.
- Il rapper Cuban Link ha interpretato una propria cover del brano, come tributo al collega scomparso Big Pun.
- Nel 2013 il telefilm statunitense Glee propose una cover di Against All Odds seguendo la versione di Mariah Carey. La performance fu live e venne cantata da Darren Criss, interprete di Blaine Anderson.
- In Germania Trude Herr fece una cover in tedesco della canzone, cambiandone titolo e contenuti: il risultato fu Papa, che la Herr dedicò al padre, perseguitato in gioventù dai nazisti. In seguito Papa è stata incisa anche da Anne Haigis.
- Esiste anche una cover in italiano, Impossibile, incisa da Giovanni Zarrella nel 2023.